# Marc du Pontavice
Marc Marie Joseph Raymond du Pontavice (Paris, 10 de janeiro de 1963), é um produtor, artista e desenhista francês. Conhecido por ter produzido produções como Les Zinzins de l'espace, Oggy et les Cafards, Ratz, Zig & Sharko, FloopaLoo, Gainsbourg (vie héroïque) e J'ai perdu mon corps, é o fundador e o CEO do estúdio de animação francês Xilam Animation, fundado em 1999 depois de sua saída da Gaumont no final de 1998.

## Biografia
Nascido no dia 10 de janeiro de 1963 no 15.º arrondissement de Paris, filho do universitário Emmanuel du Pontavice e da médica Anne de Pardieu, Marc vem de uma família da nobreza bretã, a família du Pontavice. Os pais de Marc nunca trabalharam no cinema francês e levavam raramente ele ao cinema, e sua avó era quem o levava ao lendário cinema do 7.º arrondissement de Paris, La Pagode. Quando completou sete anos, seus pais concordaram em apresentar a ele um filme que eles gostavam, Luzes da Cidade de Charlie Chaplin. Todos os domingos, assistia ao programa que ele não perdia, Histoires sans paroles da ORTF.
Quando criança, teve traumas na infância, devido aos abusos sexuais que sofria de sua mãe a lhe que espancava violentamente, trancava no armário e separava das brincadeiras de seus irmãos, já que o casamento de seus pais era um fracasso, porque sua mãe era homossexual. Os abusos foram acalmados quando ela abandonou ele e seu pai em 1986 para se mudar para os EUA. Em sua infância, seus heróis eram Fatty Arbuckle, Buster Keaton e Charlie Chaplin, seu filme favorito era The Jungle Book de Walt Disney, assistia os desenhos de Tex Avery e Chuck Jones, lia quadrinhos como Mandrake e Rahan e admirava por muito tempo as pinturas do artista russo Alexander Iakovlev que eram penduradas na casa de sua avó que as colecionava. Estudou no Instituto de Estudos Políticos de Paris e foi graduado na seção Eco-Fi em 1989.

## Carreira
Marc começou sua carreira no estúdio cinematográfico mais antigo do mundo, a Gaumont em 1990, depois do estúdio unir forças com a CFC-Groupe Robur para criar a Gaumont-Robur Télévision, liderada por Christian Charret, cujo objetivo era produzir séries televisivas de alta qualidade para canais de televisão da Europa. Então gerente jurídico e financeiro da CFC-Groupe Robur entre 1989 à 1990, depois de gerenciar a organização financeira e a produção de cerca de cem horas de ficção na Robur, Marc tornou-se secretário-geral da nova divisão. Em 1992, após a venda do catálogo de filmes à UGC, a Robur também vende a sua participação na Gaumont-Robur Télévision à Gaumont, que posteriormente renomeia para Gaumont Télévision.
Em 1993, incentivado pelo sucesso da série de Highlander, Marc du Pontavice propôs adaptar a série para um desenho animado, coproduzida pela Gaumont Television em 1994. Convencido pela série entregue em apenas dez meses, o diretor geral da Gaumont, Patrice Ledoux propôs em março de 1995 a Marc formar seu próprio departamento, a Gaumont Multimédia para produzir desenhos animados, videogames e a internet. Mudou-se para os antigos estúdios de Luc Besson em Paris em setembro de 1995, que acabou se tornando anos mais tarde a sede da Xilam. Séries como Les Zinzins de l'espace, seguida por Oggy et les Cafards fizeram grande sucesso para o estúdio, a Gaumont Multimédia também produziu videogames com as adaptações de Os Visitantes em 1997 e O Quinto Elemento em 1998. Também é o primeiro produtor francês à vender desenhos animados franceses para a televisão americana.
No entretanto, por necessidade de dinheiro da Gaumont para desvolver sua rede Multiplex de cinemas, a reorientação de seu principal negócio, o cinema, e à uma incapacidade de desenvolvimento dos negócios de diversificação na Gaumont, além do falecimento de seu pai Emmanuel em 23 de dezembro daquele ano, ele sai da Gaumont em 10 de dezembro e foi substituído por Stéphane Pathernay no comando da Gaumont Multimédia em 1 de janeiro de 1999 até o fechamento do estúdio no mesmo ano. No mesmo dia de sua substituição, Marc anuncia a criação de um estúdio de animação independente, que foi introduzido na MIPTV em maio de 1999. Em 5 de agosto de 1999, ele funda o estúdio de animação Xilam, onde o nome do estúdio é um anagrama de M-Alix, uma declaração de amor à sua esposa, Alix de Maistre e em dezembro do mesmo ano, a Gaumont vende os ativos da antiga Gaumont Multimédia para Marc du Pontavice por 44 milhões de francos e reintegra na Xilam. Também em 1999, assinou um contrato com a Dargaud e a Lucky Comics para a compra dos direitos de animação de Lucky Luke, produzindo Les Nouvelles Aventures de Lucky Luke para a France 3 em 2001 com um orçamento de 18,4 milhões de euros.[carece de fontes?]
Em 8 de abril de 2009, Marc foi eleito presidente do Sindicato dos Produtores de Animação Franceses. Ficou no cargo até 2015, quando foi sucedido por Philippe Alessandri.
Em 3 de fevereiro de 2020, junto de 19 acionários, compram a revista cinéfila com mais tempo de publicação da França, a Cahiers du cinéma, o que resultou a equipe editorial da revista se demitindo coletivamente depois da compra da revista.
Em 10 de março de 2022, lança o seu livro autobiográfico Destin animé pela editora Slatkine et Compagnie, que conta sobre a sua vida de produtor e a história do estúdio Xilam. O desenvolvimento do livro começou em meados de setembro de 2020 na pandemia de COVID-19, quando a editora do livro ofereceu à Marc para contar a história dele num livro autobiográfico.

## Vida pessoal
É casado com a diretora e roteirista Alix de Maistre desde 23 de junho de 1989, a quem compartilhava há cinco anos desde 1984 e eles tem dois filhos, Lou e Ivan. Marc e Alix se casaram na antiga comuna francesa de Saint-Martin-du-Mesnil-Oury em Calvados.
A relação do casal é bem amorosa, devido à Marc e Alix formam um casal unido e fusional, onde o amor dela protege ele, também pelo apoio dela, tanto emocional e intelectual à Marc, sendo uma das condições pelo balanço dele. Sem ela, suas escolhas nem seriam sempre as mesmas. O nascimento dos filhos de Marc e Alix, Lou em 1992 e Ivan em 1995 trouxeram renascença à ele, que enfrentou abusos sexuais vindos por parte de sua mãe na infância. Marc tem uma boa relação com seus dois filhos, e como também dele formar um vínculo forte com sua primogénita.
Ele é fã de animações recentes como O Conto da Princesa Kaguya e Kaze Tachinu do Studio Ghibli e Galáxia Wander da Disney, além de ter uma admiração à Brad Bird.

## Filmografia

### Televisão
| Ano           | Título                                    | Notas e referências                    |
| ------------- | ----------------------------------------- | -------------------------------------- |
| 1992-1994     | Highlander                                | Temporadas 1-3                         |
| 1994-1996     | Highlander (série animada)                |                                        |
| 1997          | Sky Dancers                               |                                        |
| 1997-1998     | Dragon Flyz                               |                                        |
| 1997-2006     | Les Zinzins de l'espace                   |                                        |
| 1998          | Le Magicien                               |                                        |
| 1998-2019     | Oggy et les Cafards                       | Produtor freelancer na 2.ª temporada   |
| 2001-2003     | Les Nouvelles Aventures de Lucky Luke     |                                        |
| 2001-2002     | Cartouche, prince des faubourgs           |                                        |
| 2003          | Ratz                                      |                                        |
| 2005          | Toupou                                    |                                        |
| 2006-2007     | Shuriken School                           | Co-produzido com José Maria Castillejo |
| 2006-2007     | Rantanplan                                |                                        |
| 2008-2018     | A Kind of Magic                           |                                        |
| 2008-2009     | Rahan                                     |                                        |
| 2009-2010     | Mr. Bébé                                  | Criador                                |
| 2010-2015     | Les Daltons                               |                                        |
| 2010-presente | Zig & Sharko                              |                                        |
| 2011-2014     | FloopaLoo                                 | Criador                                |
| 2013-2015     | Hubert & Takako                           |                                        |
| 2017          | Bienvenue chez les Ronks !                |                                        |
| 2017-2019     | Paprika                                   |                                        |
| 2018          | Si j'étais un animal                      | Criador                                |
| 2019-presente | Mr. Magoo                                 |                                        |
| 2020          | As Fabulosas Aventuras de Moka            |                                        |
| 2020          | Coache-moi si tu peux                     |                                        |
| 2021-presente | Les Contes de Lupin                       |                                        |
| 2021-presente | Tico e Teco: Vida no Parque               |                                        |
| 2021-2023     | Oggy Oggy                                 |                                        |
| 2021          | Oggy et les Cafards : Nouvelle Génération |                                        |
| 2021-2022     | Les Aventures de Bernie                   |                                        |
| 2023-presente | Karaté Mouton                             |                                        |
| 2024-presente | Potobot                                   | Letra de abertura                      |
| 2024          | La Vie de château                         | Coprodutor                             |

### Cinema
| Ano  | Título                       | Personagem      | Notas e referências                                              |
| ---- | ---------------------------- | --------------- | ---------------------------------------------------------------- |
| 2003 | De nouveau lundi             |                 | Curta-metragem                                                   |
| 2003 | Kaena, la prophétie          |                 |                                                                  |
| 2007 | Tous à l'Ouest               |                 |                                                                  |
| 2009 | Pour un fils                 | Médico          | Colaboração do roteiro com Alix de Maistre e Jean-François Henry |
| 2010 | Gainsbourg (vie héroïque)    | Policial Vian 1 |                                                                  |
| 2011 | A Guerra dos Botões          |                 |                                                                  |
| 2013 | Oggy et les Cafards, le film |                 |                                                                  |
| 2014 | Loin des hommes              |                 |                                                                  |
| 2017 | La Vie de château            |                 | Coprodutor                                                       |
| 2018 | Frères Ennemis               |                 |                                                                  |
| 2019 | J'ai perdu mon corps         |                 |                                                                  |
| 2024 | Pendant ce temps sur terre   |                 |                                                                  |
| 2024 | Prodigieuses                 |                 |                                                                  |

### Video Games
| Ano  | Título                |
| ---- | --------------------- |
| 1998 | Les Visiteurs, le jeu |
| 1998 | O Quinto Elemento     |
| 2000 | Stupid Invaders       |

### Outros
| Ano  | Título      | Notas e referências |
| ---- | ----------- | ------------------- |
| 1990 | Koko Flanel | Agradecimento       |
| 2015 | Minions     | Agradecimento       |

## Prémios e nomeações
- Nomeação ao César de Melhor Filme em 2011, com Gainsbourg (vie héroïque).
- Nomeação ao Oscar de Melhor Filme de Animação em 2020, com J'ai perdu mon corps.
- Ganhou o prémio do cinema francês, César de Melhor Primeiro Filme, em 2011, com Gainsbourg (vie héroïque).
- Recebeu o prémio Henri-Langlois em 2010.[32]
- Recebeu o prémio Game-Changer do Animation Magazine Hall of Fame em 2020.[33][34]

## Livro
- 2022: Destin animé[35]